# Pomnik Henryka Sienkiewicza w Częstochowie
Pomnik Henryka Sienkiewicza w Częstochowie − pomnik dłuta częstochowskiego rzeźbiarza Stefana Policińskiego, zrealizowany w latach 1969−1973 i odsłonięty w 1973 roku na skwerze przy Liceum Ogólnokształcącym im. Henryka Sienkiewicza w III Alei.
Pomnik zrealizowany został w formie realistycznej. Postać pisarza została przedstawiona w pozie siedzącej, Sienkiewicz trzyma na kolanach otwartą księgę, a głowę ma zwróconą w lewą stronę, w kierunku głównego wejścia do szkoły.
W 1996 roku został wyremontowany cokół pomnika, natomiast w 1999 roku młodzież liceum samodzielnie odczyściła figurę pisarza.